# لوقون الغربية (إقليم)
إقليم لوقون الغربية هو إقليم من ضمن 23 إقليم في تشاد، ويقع في الجنوب الغربي من البلاد. عاصمتها موندو. إنها متطابقة مع محافظة لوقون الغربية السابقة.

## الجغرافية
يحد الإقليم إقليم تانجيلي من الشمال، وإقليم لوقون الشرقية من الشرق والجنوب، وإقليم مايو كيبي الغربية من الغرب.

### المستوطنات
موندو هي العاصمة الإقليمية وثاني أكبر مدينة في تشاد. تشمل المستوطنات الرئيسية الأخرى في الإقليم باو، بيباليم، بيونمار، بيسا، بيكيري، بيلادجيا، بيمانجرا، بينوي، بورو، ديلي، دوديندا، دوجويندي، كريم كريم، لاوكاسي، مبالكابرا، مبالا بانيو، نجوندونج، سار.

## التركيبة السكانية

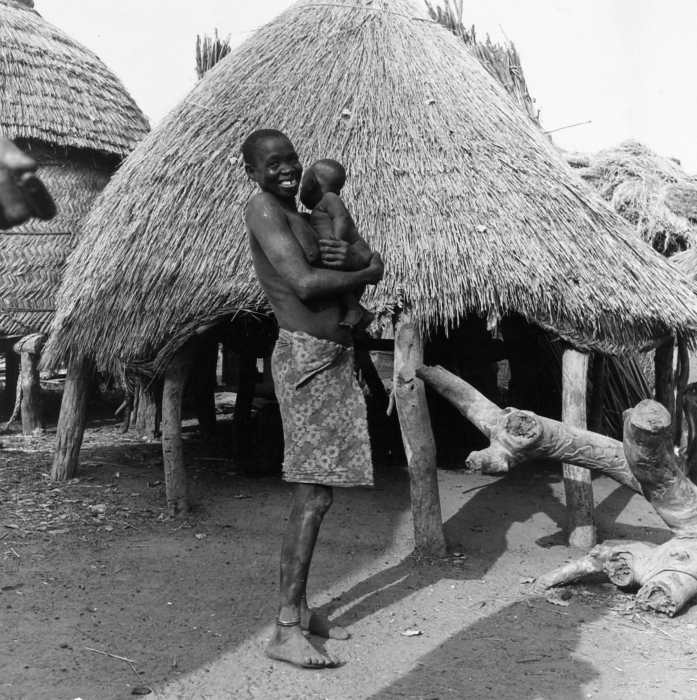
امرأة في المحافظة

وفقًا للتعداد التشادي لعام 2009، بلغ إجمالي عدد السكان في الإقليم 683 293 نسمة، 51.50 في المائة من الإناث. كان متوسط حجم الأسرة اعتبارًا من عام 2009 5.20 في الأسر الريفية و4.90 في المناطق الحضرية. وبلغ عدد الأسر 132 349 أسرة: 99 255 أسرة في المناطق الريفية و33 094 أسرة في المناطق الحضرية. وبلغ عدد البدو في الإقليم 54 أي 0.01 في المائة من السكان. كان هناك 682 235 شخصًا يقيمون في منازل خاصة. كان هناك 299 305 شخص فوق سن 18: 138 679 ذكر و160 626 أنثى. وبلغت نسبة الجنس 94.00 أنثى لكل مائة ذكر. كان هناك 683 239 موظفًا مستقراً، 6.30 من السكان.
تمثل مجموعات السارة مثل اللاكا والنغامباي [الإنجليزية] أكثر من 90 ٪ من سكان الإقليم.

## الإدارة
ينقسم إقليم لوقون الغربية إلى أربع مقاطعات، وهي دوجي (العاصمة بينامار) وغيني (العاصمة كريم كريم) وبحيرة واي [الإنجليزية] (العاصمة موندو) ونغوركوسو [الإنجليزية] (العاصمة بينوي). كجزء من اللامركزية في فبراير 2003، قُسمت البلاد إداريًا إلى أقاليم ومحفظات وبلديات ومجتمعات ريفية. أُعيد تصنيف المحافظات، التي كان عددها في الأصل 14، إلى 17 إقليم. يُدير حكام يعينهم الرئيس الأقاليم. ولا يزال رؤساء البلديات، الذين كانوا في الأصل يتحملون مسؤولية المحافظين الأربعة عشر، يحتفظون بالألقاب وكانوا مسؤولين عن إدارة الإدارات الأصغر في كل إقليم. يُنتخب أعضاء المجالس المحلية كل ست سنوات، بينما تُنتخب الأجهزة التنفيذية كل ثلاث سنوات. اعتبارًا من عام 2016، هناك 23 إقليم في تشاد، مقسمة على أساس عدد السكان والملاءمة الإدارية.